# Сан-Антоніо-де-Бенахебер
Сан-Антоніо-де-Бенахебер, Сант-Антоні-де-Бенайшеве (ісп. San Antonio de Benagéber (офіційна назва), валенс. Sant Antoni de Benaixeve) — муніципалітет в Іспанії, у складі автономної спільноти Валенсія, у провінції Валенсія. Населення — 6246 осіб (2010).

## Географія
Муніципалітет розташований на відстані близько 290 км на схід від Мадрида, 14 км на північний захід від Валенсії.

## Демографія
Динаміка населення (INE ):

## Галерея зображень

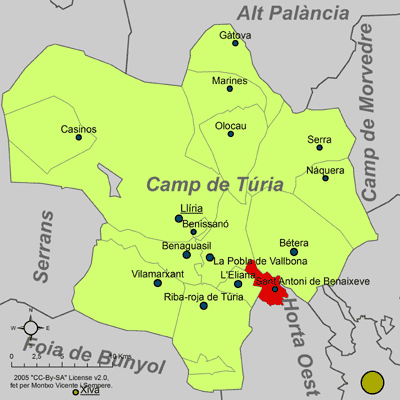
Розташування муніципалітету Сан-Антоніо-де-Бенахебер у комарці Кампо-де-Турія